# Torneo Preolímpico de la OFC
El Torneo Preolímpico de la OFC es un campeonato de fútbol entre selecciones de la OFC que decide que país representará a la Confederación de Fútbol de Oceanía en los Juegos Olímpicos. La primera edición se realizó en 1988 y fue disputada por selecciones absolutas con la inclusión de Israel y China Taipéi quienes más adelante abandonarían la confederación. Desde la edición de 1991 solo participan selecciones sub-23. Dicha primera edición fue ganada por Australia, que más adelante vencería también las ediciones de 1991, 1996 y 2004 antes de dejar la OFC. Nueva Zelanda posee también cuatro títulos, obtenidos en los torneos de 1999, 2008, 2012 y 2019. Aunque al principio el ganador del campeonato jugaba un repechaje contra un equipo de otra confederación, desde 2004 el campeón clasifica automáticamente. 
Es el único torneo de la confederación oceánica en el que no todas las selecciones participan. Nueva Caledonia y Tahití no pueden tomar parte ya que al no ser países independientes no pertenecen al Comité Olímpico Internacional, la organización a cargo de los Juegos Olímpicos, lo que les impide participar en el certamen.
En 2015 se utilizaron los Juegos del Pacífico como sistema clasificatorio. Allí, tras un polémico avance de Vanuatu a la final a costa de la descalificación de Nueva Zelanda -que había ganado la semifinal- del torneo por alinear un jugador inelegible, Fiyi venció al elenco vanuatuense y obtuvo su primer título.

## Ediciones
| Año                              | Sede                             | Campeón                          | Resultado                        | Segundo lugar                    | Tercer lugar                     | Resultado                        | Cuarto lugar                     |
| Torneo de selecciones absolutas. | Torneo de selecciones absolutas. | Torneo de selecciones absolutas. | Torneo de selecciones absolutas. | Torneo de selecciones absolutas. | Torneo de selecciones absolutas. | Torneo de selecciones absolutas. | Torneo de selecciones absolutas. |
| -------------------------------- | -------------------------------- | -------------------------------- | -------------------------------- | -------------------------------- | -------------------------------- | -------------------------------- | -------------------------------- |
| 1988 Detalle                     | Nueva Zelanda                    | Australia                        | Lig.                             | Israel                           | Nueva Zelanda                    | Lig.                             | Taiwán                           |
| Torneo de selecciones sub-23.    |                                  |                                  |                                  |                                  |                                  |                                  |                                  |
| 1991 Detalle                     | Fiyi                             | Australia                        | Lig.                             | Nueva Zelanda                    | Fiyi                             | Lig.                             | Papúa Nueva Guinea               |
| 1996 Detalle                     | Australia                        | Australia                        | Lig.                             | Nueva Zelanda                    | Fiyi                             | Lig.                             | Islas Salomón                    |
| 1999 Detalle                     | Nueva Zelanda                    | Nueva Zelanda                    | 4:1                              | Islas Salomón                    | Fiyi                             |                                  | Papúa Nueva Guinea               |
| 2004 Detalle                     | Australia y N. Zelanda           | Australia                        | 2:0 1:1                          | Nueva Zelanda                    | Vanuatu                          |                                  | Fiyi                             |
| 2008 Detalle                     | Fiyi                             | Nueva Zelanda                    | Lig.                             | Islas Salomón                    | Fiyi                             | Lig.                             | Papúa Nueva Guinea               |
| 2012 Detalle                     | Nueva Zelanda                    | Nueva Zelanda                    | 1:0                              | Fiyi                             | Vanuatu                          | 1:0                              | Papúa Nueva Guinea               |
| 2015 Detalle                     | Papúa Nueva Guinea               | Fiyi                             | 0:0 (4:3 pen.)                   | Vanuatu                          | Nueva Zelanda                    |                                  | Papúa Nueva Guinea               |
| 2019 Detalle                     | Fiyi                             | Nueva Zelanda                    | 5:0                              | Islas Salomón                    | Vanuatu                          | 1:0                              | Fiyi                             |
| 2023 Detalle                     | Nueva Zelanda                    | Nueva Zelanda                    | 9:0                              | Fiyi                             | Islas Salomón                    |                                  | Vanuatu                          |

## Palmarés
La siguiente lista muestra a las selecciones que han estado entre los cuatro mejores equipos en alguna edición del torneo. En cursiva, los años en que el equipo logró dicha posición como local.
| Equipo             | Campeón                          | Subcampeón           | Tercer lugar               | Cuarto lugar                     |
| ------------------ | -------------------------------- | -------------------- | -------------------------- | -------------------------------- |
| Nueva Zelanda      | 5 (1999, 2008, 2012, 2019, 2023) | 3 (1991, 1996, 2004) | 2 (1988, 2015)             |                                  |
| Australia          | 4 (1988, 1991, 1996, 2004)       |                      |                            |                                  |
| Fiyi               | 1 (2015)                         | 2 (2012, 2023)       | 4 (1991, 1996, 1999, 2008) | 2 (2004, 2019)                   |
| Islas Salomón      |                                  | 3 (1999, 2008, 2019) | 1 (2023)                   | 1 (1996)                         |
| Vanuatu            |                                  | 1 (2015)             | 3 (2004, 2012, 2019)       | 1 (2023)                         |
| Israel             |                                  | 1 (1988)             |                            |                                  |
| Papúa Nueva Guinea |                                  |                      |                            | 5 (1991, 1996, 2008, 2012, 2015) |
| China Taipéi       |                                  |                      |                            | 1 (1988)                         |

## Estadísticas

### Tabla histórica
| Equipo | Equipo             | Pts | PJ | PG | PE | PP | GF  | GC | Dif | Rend  |
| ------ | ------------------ | --- | -- | -- | -- | -- | --- | -- | --- | ----- |
| 1      | Nueva Zelanda      | 106 | 45 | 34 | 3  | 8  | 141 | 37 | 104 | 85,8% |
| 2      | Australia          | 71  | 28 | 23 | 3  | 2  | 119 | 10 | 109 | 89,6% |
| 3      | Fiyi               | 60  | 37 | 18 | 6  | 13 | 119 | 62 | 57  | 54,1% |
| 4      | Islas Salomón      | 38  | 28 | 12 | 2  | 14 | 68  | 54 | 14  | 45,3% |
| 5      | Vanuatu            | 33  | 29 | 10 | 3  | 16 | 102 | 76 | 26  | 37,9% |
| 6      | Papúa Nueva Guinea | 20  | 30 | 6  | 2  | 22 | 46  | 86 | -40 | 22,2% |
| 7      | Samoa              | 10  | 13 | 3  | 1  | 9  | 16  | 56 | -46 | 28,3% |
| 8      | Israel             | 9   | 6  | 4  | 1  | 1  | 17  | 3  | 14  | 87,6% |
| 9      | Tonga              | 6   | 12 | 2  | 0  | 10 | 7   | 59 | -52 | 16,6% |
| 10     | China Taipéi       | 3   | 9  | 1  | 0  | 8  | 8   | 26 | -18 | 15,1% |
| 11     | Islas Cook         | 3   | 9  | 1  | 0  | 8  | 3   | 62 | -59 | 11,1% |
| 12     | Samoa Americana    | 0   | 11 | 0  | 0  | 11 | 4   | 77 | -73 | 0%    |